# Auxvasse
Auxvasse és una població dels Estats Units a l'estat de Missouri. Segons el cens del 2000 tenia 901 habitants.

## Demografia
Segons el cens del 2000, Auxvasse tenia 901 habitants, 381 habitatges, i 240 famílies. La densitat de població era de 527,1 habitants per km².
Dels 381 habitatges en un 31,8% hi vivien nens de menys de 18 anys, en un 48% hi vivien parelles casades, en un 11,3% dones solteres, i en un 37% no eren unitats familiars. En el 31,2% dels habitatges hi vivien persones soles el 18,4% de les quals corresponia a persones de 65 anys o més que vivien soles. El nombre mitjà de persones vivint en cada habitatge era de 2,34 i el nombre mitjà de persones que vivien en cada família era de 2,91.
Per edats la població es repartia de la següent manera: un 26,4% tenia menys de 18 anys, un 7,1% entre 18 i 24, un 29,4% entre 25 i 44, un 20% de 45 a 60 i un 17,1% 65 anys o més.
L'edat mediana era de 37 anys. Per cada 100 dones de 18 o més anys hi havia 85,2 homes.
La renda mediana per habitatge era de 33.875 $ i la renda mediana per família de 42.700 $. Els homes tenien una renda mediana de 28.214 $ mentre que les dones 21.250 $. La renda per capita de la població era de 15.785 $. Entorn del 6,7% de les famílies i l'11,4% de la població estaven per davall del llindar de pobresa.

## Poblacions més properes
El següent diagrama mostra les poblacions més properes.